# Heterolaophonte laurentica
Heterolaophonte laurentica is een eenoogkreeftjessoort uit de familie van de Laophontidae. De wetenschappelijke naam van de soort is voor het eerst geldig gepubliceerd in 1941 door Nicholls.